# Borys Możajew
Borys Andrejewicz Możajew, ros. Борис Андреевич Можаев (ur. 1 czerwca 1923 w Pitielinie, zm. 2 marca 1996 w Moskwie) – rosyjski pisarz i publicysta.

## Życiorys
Uważany jest za mistrza współczesnej wiejskiej prozy. Urodzony w wiejskiej rodzinie w Pitielino w obwodzie riazańskim, Możajew od wczesnego dzieciństwa obserwował trudne życie rolników. Po ukończeniu szkoły Możajew wyjechał do Leningradu, gdzie studiował w Wyższej Wojskowej Szkole Inżynieryjnej oraz na wydziale filologii Państwowego Uniwersytetu Leningradzkiego (LGU). Po ukończeniu studiów wiele lat spędził na Dalekim Wschodzie jako oficer marynarki. Tam też zainteresował się kulturą udegejską. Zadebiutował w 1953 roku w prasie literackiej. Dwa lata później wydał zbiór bajek udegejskich. W 1960 roku Możajew przeprowadził się do Moskwy i poświęcił się zawodowi pisarza.
Podstawowym tematem jego twórczości był problem stosunku człowieka do ziemi, z której żyje i na której pracuje. Opowiadania „Ziemia czeka na gospodarza”, „Leśna droga”, „Bycie gospodarzem” opowiadają o zaradności i samodzielności radzieckich rolników oraz o ich prawie do posiadania i decydowania o własnej ziemi, a jednocześnie wyrażają ubolewanie nad niegospodarnym stosunkiem człowieka do natury.
Jedna z jego wcześniejszych (1966) i najbardziej znanych powieści – „Żywy” w wariancie prasowym pt. „Z życia Fiodora Kuzkina” była niecodziennym zjawiskiem w radzieckiej literaturze. Bohater powieści nie był przodownikiem ani bohaterem walczącym. Fiodor Kuzkin to sfrustrowany rolnik, który złożył podanie o odłączeniu go z kołchozu ze względu na niskie zarobki i brak środków na utrzymanie rodziny – stanowiło to jednocześnie manifestację sprzeciwu przeciwko kołchozowej biurokracji, jej bezdusznemu podejściu do ziemi i ludzi na niej pracujących.
Innym wybitnym utworem Możajewa jest powieść pt. „Mużyki i baby” (Мужики и бабы). Jej pierwsza część wydana została w 1976 roku, a druga w 1987 (lub 1988). W 1989 autor otrzymał za nią odznaczenie państwowe. Sam pisarz nazwał swój utwór kroniką. Śledzi ona życie rolników obwodu tichanowskiego w końcu lat dwudziestych. Na początku lat dziewięćdziesiątych Borys Możajew zaczął pracę nad powieścią pt. „Odszczepieniec” (Изгой), której głównym bohaterem jest Sergiej Borodin, syn Andreja Borodina – bohatera powieści „Mużyki i baby”. Śmierć pisarza 2 marca 1996 roku przerwała pracę nad powieścią.
W 1989 został laureatem Nagrody Państwowej ZSRR.